# Herbert Halbik

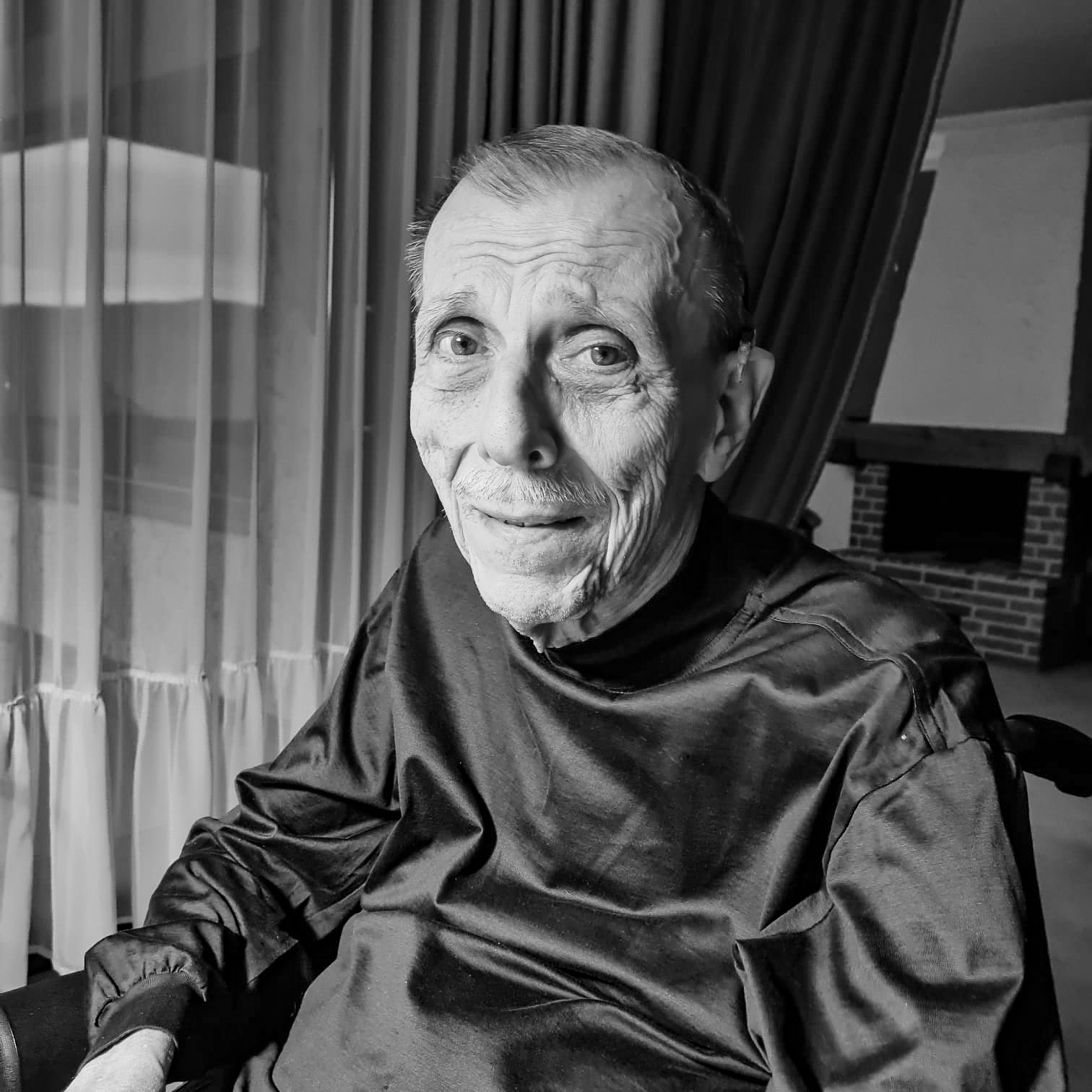
Herbert Halbik (2022)

Herbert Halbik (* 10. Juli 1945) ist ein ehemaliger österreichischer Kinderdarsteller, der durch seine Mitwirkung in dem englischen Spielfilm Der dritte Mann bekannt wurde.

## Biografie
Der Regisseur Carol Reed wurde am Set von Der Dritte Mann auf den gerade einmal 3 Jahre alten Herbert Halbik aufmerksam und beschloss, den Jungen in dem Film auftreten zu lassen. Er erhielt den winzigen, aber dennoch prägnanten Part des kleinen Hansl, der Joseph Cotten alias Holly Martins fälschlicherweise als Mörder bezichtigt. Es blieb sein einziger Filmauftritt. Später betrieb Halbik, der nach einem Badeunfall auf den Rollstuhl angewiesen ist, in Wien-Meidling einen Tabakladen.
2004 war Halbik in dem Dokumentarfilm Im Schatten des Dritten Mannes zu sehen, wo er neben anderen Mitgliedern der Film-Crew interviewt wurde.
2005 war Halbik zur Eröffnungsvernissage des Dritte Mann Museum in Wien eingeladen. Er war damals der letzte Überlebende des Filmteams neben Alida Valli († 2006). Das Museum zeigt neben der im Film von Hansl getragenen Kappe auch ein Interview und weitere Dokumente, welche Halbik gestiftet hat.